# Древна Македония
 Тази статия е за историческата държава.  За други значения вижте Македония.  
Македония  (на гръцки: Μακεδονία) е името на антично царство, възникнало според сведенията на гръцките хронисти през 808 г. пр. Хр. и съществувало до 148 г. пр. Хр. или над 640 години.
Ка̀ран (на гръцки: Κάρανος) е първият цар на Древна Македония през 808 – 777 година пр. Хр. Син е на Аристодамид, цар на Аргос.
Основното население са древните македонци.
Държавата обхваща най-общо територията на днешна Егейска Македония с главен град Пела. За кратък период от време укрепва при управлението на Филип II Македонски и за около 10 години се превръща в мощна световна империя, след като Александър Велики завладява част от познатия свят, с което слага началото на елинистическия период в историята на Югоизточна Европа и Изтока.
Последният владетел на Древна Македония е Персей Македонски, 179 – 168 г. пр. Хр.
След Битка при Пидна на 22 юни 168 г. пр. Хр. консулът Луций Емилий Павел Македоник разгромява Персей. Македония е завладяна и разделена на четири автономни области, плащащи данък на Рим.
Държавата престава да съществува през 148 г. пр. Хр.

## Региони
Към V век пр. Хр. под Македония се разбират три обособени дяла, като части от областта, а именно Горна Македония, Долна Македония и Източна Македония, като последната включва завоюваните от древномакедонските царе през VI и V век пр. Хр. тракийски области Мигдония, Крестония и Бизалтия.
- География на Древна Македония